# Csolnakosi-tó
A Csolnakosi-tó (románul: Lacul Cinciș) egy mesterséges tó Romániában, Vajdahunyadtól 6,5 kilométerre délre, a Ruszka-havas hegység keleti nyúlványai között. 
A Cserna folyó felduzzasztásával hozták létre 1963–64-ben. Létrehozásának elsődleges célja a vajdahunyadi vasmű vízellátásának biztosítása volt. A tervezett tó területén fekvő Csolnakos, Cserna, Királybánya, Ploszka, Bălana és Moara Ungurului települések lakosságát a tó északkeleti partján létrehozott Csolnakoscserna faluba költöztették. A Felsőtelektől délre épített, a talapzattól a koronaszintig 48 méter magas duzzasztógáthoz 62 ezer m³ betont használtak fel. A tó vízszintje 27 méternyit is ingadozhat, alacsony vízállásnál láthatóvá válnak az elárasztott házak romjai. 1983-ban másfél megawattos erőművet építettek a duzzasztógáthoz. Vízhozama a 250 m³/s-ot is elérheti.

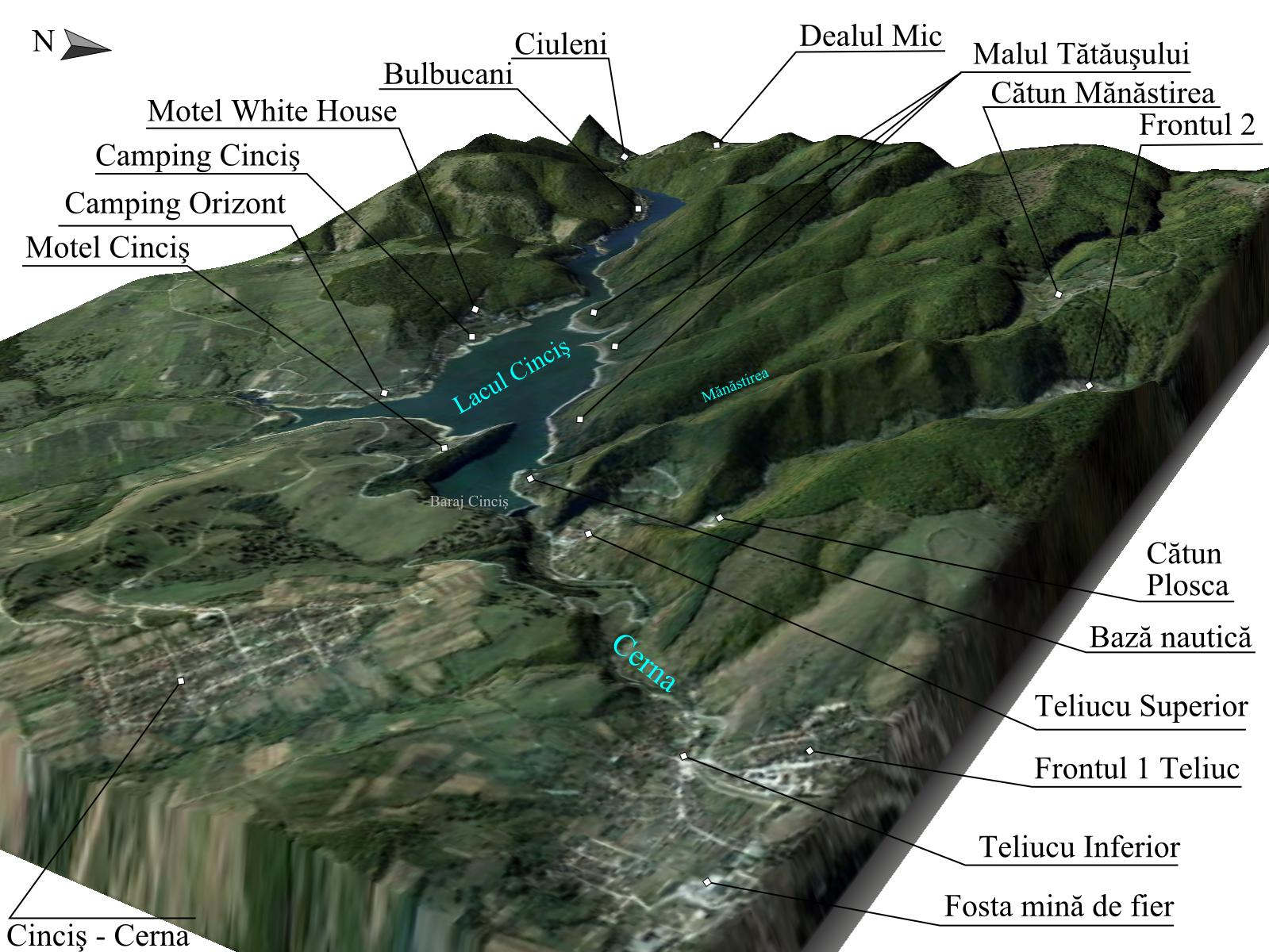
3d kép a Csolnakosi-tó környékéről

A tó meredek partja fölé az 1970-es évektől épültek a kempingek, vendéglátó helyek, az 1990-es évektől a magánvillák. A gáthoz közel kajak-kenu bázis létesült. Mára nemcsak a vajdahunyadiak, de az egész megye első számú pihenőhelyévé vált.
Délnyugati csücskében, egy félszigeten állnak Királybánya 18. században épült római katolikus templomának romjai.